# Buciumi (gmina w okręgu Sălaj)
Buciumi – gmina w Rumunii, w okręgu Sălaj. Obejmuje miejscowości Bodia, Bogdana, Buciumi, Huta, Răstolț i Sângeorgiu de Meseș. W 2011 roku liczyła 2586 mieszkańców.